# Insel Hiddensee
Insel Hiddensee, Seebad (pol. kąpielisko) – gmina na wyspie Hiddensee w Niemczech, w kraju związkowym Meklemburgia-Pomorze Przednie, w powiecie Vorpommern-Rügen, wchodzi w skład urzędu West-Rügen. Oprócz wyspy Hiddensee obejmuje także dwie dużo mniejsze niezamieszkane Fährinsel i Gänsewerder.
Dzielnice: 
- Grieben
- Kloster
- Neuendorf
- Vitte

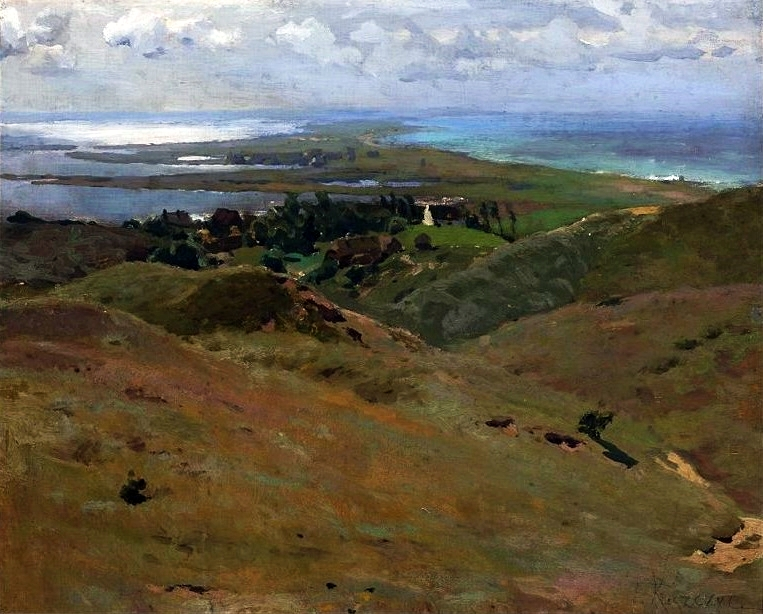
Ferdynand Ruszczyc 1897
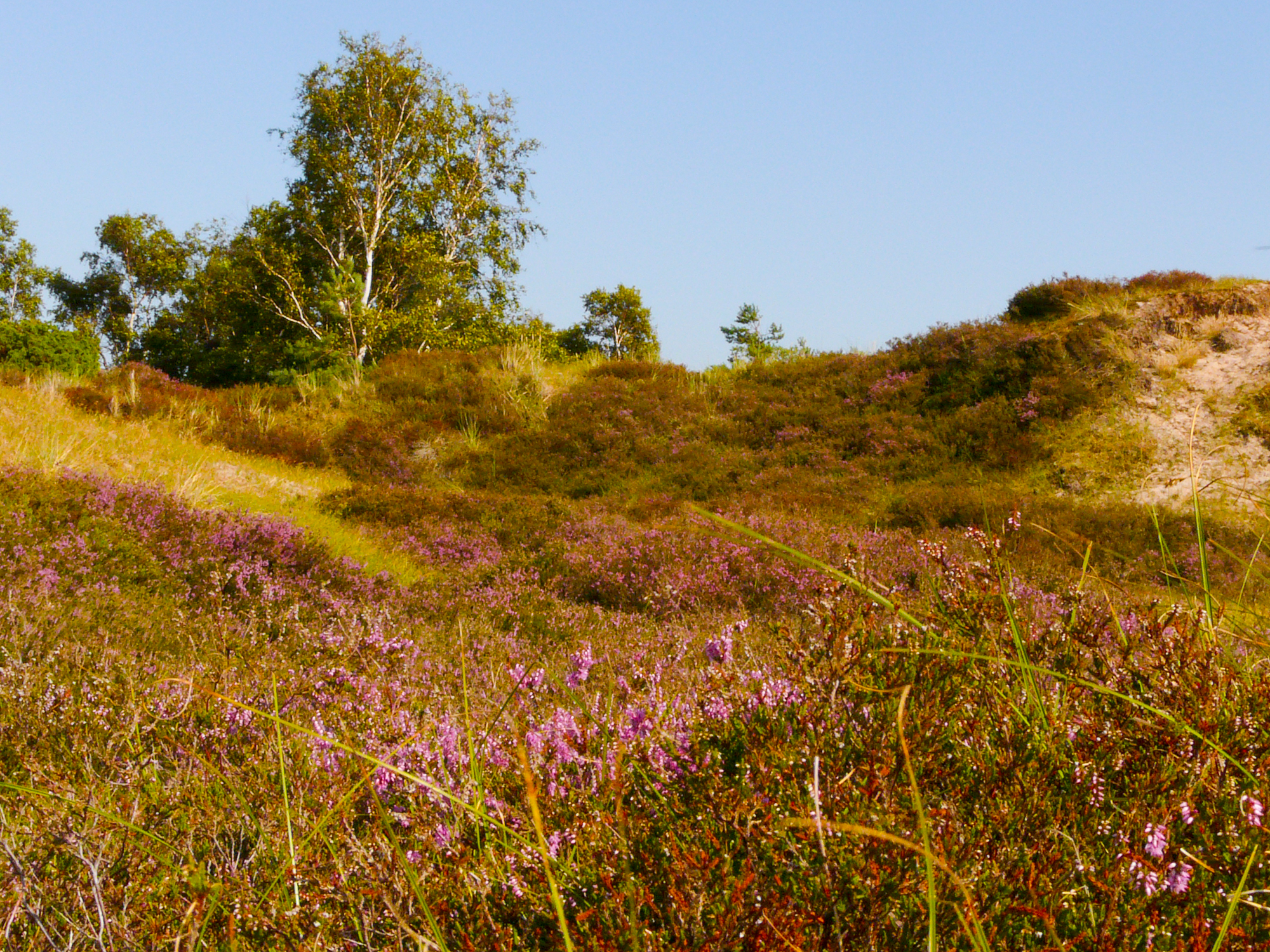
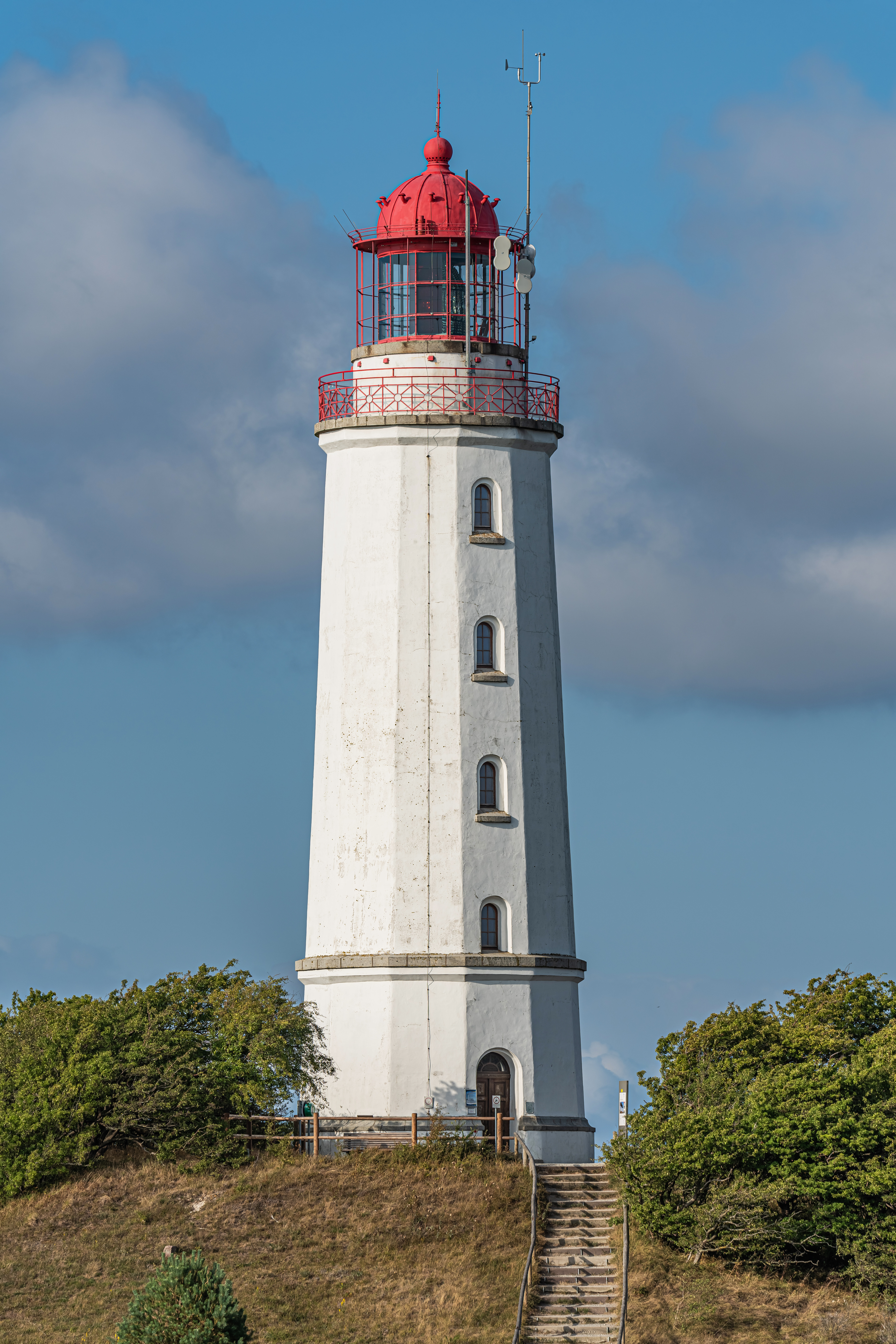
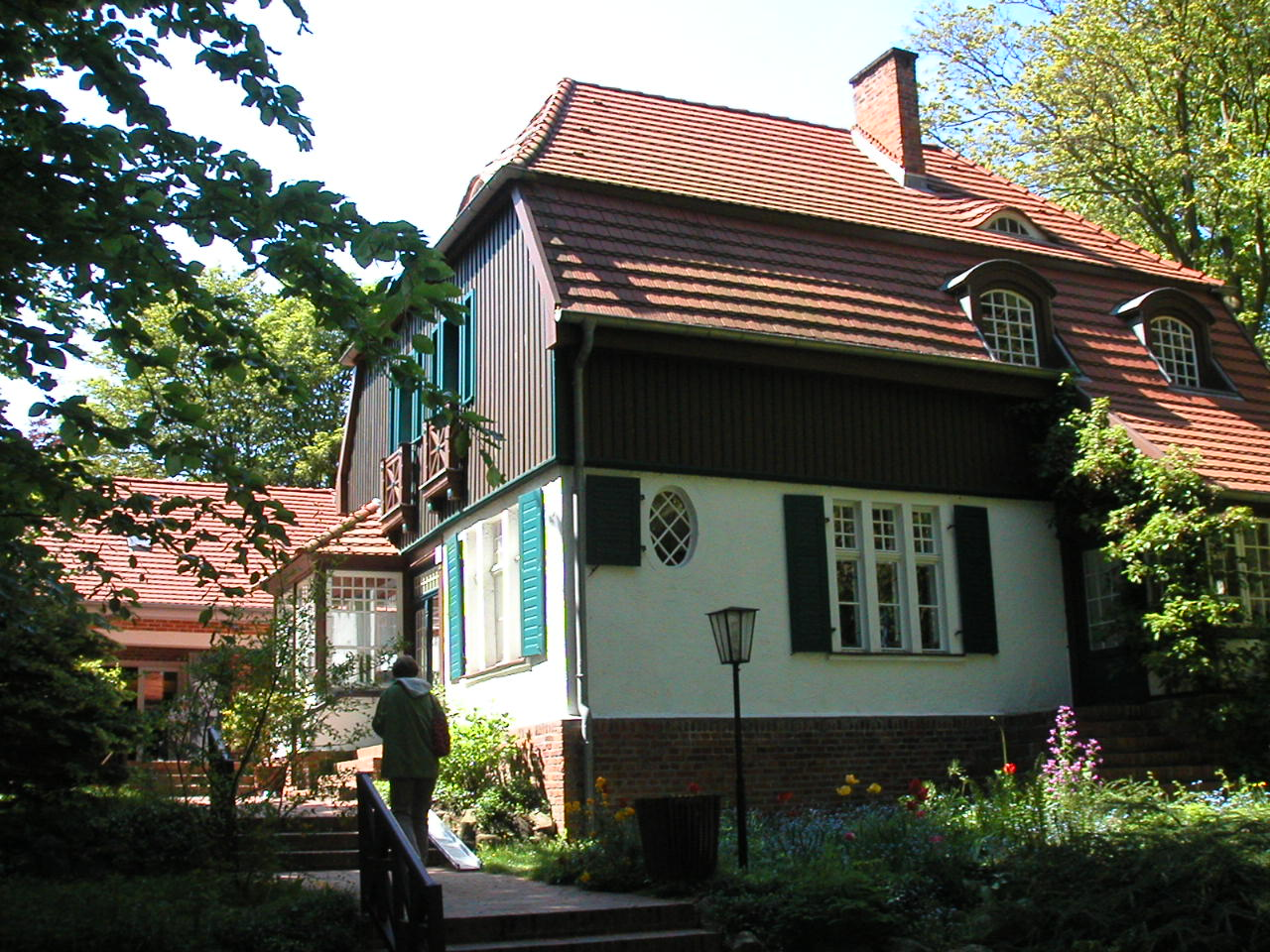
Haus Seedorn (Gerhart Hauptmann) Kloster